# ۱۸۸۸
۱۸۸۸ میلادی هشتاد و هشتمین سال سده نوزدهم میلادی و هشتمین سال دهه ۱۸۸۰ میلادی در گاه‌شماری میلادی بود.

## زادروزها
- ۱۷ ژوئن - هاینتس گودریان، نظامی آلمانی
- ۱۶ اوت - توماس ادوارد لورنس، سیاستمدار و نظامی بریتانیایی

## درگذشت‌ها
‎